# Temporada de ciclones no Pacífico Sul de 2015-2016
A temporada de ciclones no Pacífico Sul 2015–16 foi uma das mais desastrosas temporadas de ciclones tropicais do Pacífico Sul já registadas, com um total de 50 mortes e US $ 1,405 mil milhões (2016 USD ) em danos. Ao longo da temporada, 8 sistemas atingiram o status de ciclone tropical, enquanto 5 se tornaram ciclones tropicais severos. O ciclone mais notável da temporada, de longe, foi o Winston, que atingiu uma pressão mínima de 884 mbar (26.1 inHg), e ventos sustentados máximos de dez minutos de 282 km/h (175 mph), tornando-o o ciclone tropical mais intenso já registado no hemisfério sul. Winston devastou Fiji, causando $ 1,4 mil milhões (2016 USD ) em danos e 44 mortes em todo o país.

A temporada 2015–16 marcou o período do ano em que a maioria dos ciclones tropicais se forma no Oceano Pacífico Sul a leste de 160 °E. A temporada ocorreu oficialmente de 1º de novembro de 2015 a 30 de abril de 2016, no entanto, um ciclone tropical poderia se formar a qualquer momento entre 1 de julho de 2015 e 30 de junho de 2016 e contaria para o total da temporada. Durante a temporada, os ciclones tropicais são monitorados oficialmente pelo Serviço Meteorológico de Fiji e pelo Serviço Meteorológico da Nova Zelândia (MetService). Outros centros de alerta, como o Australian Bureau of Meteorology e o Joint Typhoon Warning Center (JTWC) dos Estados Unidos, também rastreiam a bacia. O FMS e o MetService usam a Escala de Intensidade do Ciclone Tropical Australiano e estimam as velocidades do vento em um período de dez minutos, enquanto o JTWC estimou os ventos sustentados em um período de 1 minuto, que são subsequentemente comparados com a escala de furacão Saffir-Simpson (SSHWS).

## Previsões sazonais
| Fonte/Recorde                                         | Ciclone tropical      | Ciclone tropical severo | Ref             |
| ----------------------------------------------------- | --------------------- | ----------------------- | --------------- |
| Recorde alto:                                         | 1997–98: 16           | 1982–83: 10             | [ 2 ]           |
| Recorde baixo:                                        | 2011–12: 3            | 2008–09: 0              | [ 2 ]           |
| Média (1969-70 - 2014-15):                            | 7.3                   | —                       | [ 3 ]           |
| Fiji Meteorological Service                           | 10-14                 | 4-8                     | [ 3 ]           |
| NIWA outubro                                          | 11-13                 | >6                      | [ 4 ]           |
| Região                                                | Chance de acima média | Número médio            | Atividade atual |
| Pacífico Sudoeste                                     | 15%                   | 7                       | 1               |
| Pacífico Sudeste                                      | 48%                   | 10                      | 7               |
| Source:BOM's Seasonal Outlooks for Tropical Cyclones. |                       |                         |                 |

Após as ocorrências do ciclone tropical Raquel e da depressão tropical 01F durante julho e agosto de 2015, o Serviço Meteorológico de Fiji (FMS) observou que o evento El Niño em curso de 2014–16 pode significar que mais ciclones tropicais ocorrem na bacia do que o normal durante a temporada. Também foi observado que, durante a anterior El Nino episódios da temporada começou cedo, com os sistemas de desenvolvimento antes do início da temporada em 1 de novembro. Como resultado, o FMS esperava que a temporada de ciclones tropicais começasse em outubro de 2015. Durante 24 de setembro, a Meteo France anunciou que havia 90% de chance de uma tempestade tropical moderada, tempestade tropical severa ou ciclone tropical, impactando as águas ao redor da Polinésia Francesa durante a temporada. Antes da temporada de ciclones, o FMS, o BoM, a Meteo France, o MetService da Nova Zelândia e o Instituto Nacional de Pesquisa Hídrica e Atmosférica(NIWA) e vários outros serviços meteorológicos do Pacífico, todos contribuíram para a previsão do ciclone tropical da Atualização do Clima da Ilha que foi divulgada durante Outubro de 2015.
A perspectiva levou em consideração as fortes condições do El Niño que foram observadas no Pacífico e as temporadas analógicas que tiveram condições ENSO neutras e fracas do El Niño durante a temporada. A perspectiva previa um número acima da média de ciclones tropicais para a temporada 2015–16, com onze a treze ciclones tropicais nomeados ocorrendo entre 135 °E e 120 °W em comparação com uma média de 10-12. Esperava-se que pelo menos seis dos ciclones tropicais se tornassem ciclones tropicais severos de categoria 3, enquanto quatro poderiam se tornar ciclones tropicais severos de categoria 4. Também foi observado que ciclones tropicais severos de categoria 5, com velocidades de vento sustentadas de 10 minutos de 196 km/h (122 mph) ocorreram durante eventos El Niño. Além de contribuir com as perspectivas da Atualização do Clima da Ilha, o BoM e o FMS publicaram as suas próprias previsões sazonais para a região do Pacífico Sul. O BoM divulgou uma previsão sazonal para o oeste e o leste do Pacífico Sul. A região oeste entre 142,5 °E e 165 °E foi prevista para ter uma chance de 15% de ter um número acima da média de ciclones tropicais, enquanto a região leste entre 165 °E e 120 °W foi prevista para ter uma chance de 48% de tendo um número acima da média de ciclones tropicais. Dentro da sua perspectiva, o FMS previu que entre dez e catorze ciclones tropicais ocorreriam dentro da bacia, em comparação com uma média de cerca de 7,3 ciclones.  Esperava-se que entre quatro e oito desses ciclones tropicais se intensificassem na categoria 3 ciclones tropicais severos, enquanto 3-7 poderiam se intensificar na categoria 4 ou 5 de ciclones tropicais severos. Eles também relataram que era esperado que o cavado da gênese do ciclone tropical fosse deslocado para o leste de sua posição média de longo prazo. Isso foi baseado nas condições ENSO esperadas e previstas, e na existência de anomalias de temperatura sub-superficial do Pacífico quente na região.
Tanto a atualização do clima da ilha quanto as perspectivas de ciclones tropicais do FMS avaliaram o risco de um ciclone tropical afetar uma determinada ilha ou território. Como era esperado que o vale de gênese do ciclone tropical de baixa pressão estivesse localizado próximo e a leste da linha de data internacional, a atividade normal ou ligeiramente acima do normal era esperada para áreas próximas à linha de data. Com exceção de Kiribati, Papua Nova Guiné, Nova Caledónia, Niue e Tonga, a Island Climate Update previu que todas as áreas teriam um risco elevado de serem afetadas por vários ciclones tropicais. A perspectiva do FMS previa que Salomão e Ilhas Cook do Norte, Wallis e Futuna, Tokelau, Samoa e Polinésia Francesa tinham uma chance muito elevada de serem afetadas por um ciclone tropical.  Vanuatu, Fiji, Niue e as Ilhas Cook do Sul tinham um risco elevado, enquanto um risco normal era previsto para a Nova Caledónia, Tuvalu e Tonga.

## Resumo sazonal
Com o início da estação de ciclones tropicais de 2015-16, o ciclone Tropical Raquel ficou ativo na região australiana e afetou as Ilhas Salomão com fortes chuvas e ventos fortes. O sistema posteriormente se moveu para a bacia como uma depressão tropical enfraquecida durante 2 de julho, antes de ser notado pela última vez na região australiana em 5 de Julho; é considerado uma tempestade da temporada anterior, não desta temporada. Mais tarde naquele mês, o RSMC Nadi começou a rastreiar a perturbação Tropical 01F, que havia se desenvolvido a nordeste de Honiara, nas Ilhas Salomão. Nos dias seguintes, o sistema se organizou lentamente, antes de ser classificado como ciclone tropical 01P pelo Joint Typhoon Warning Center, em 2 de agosto. Em meados de outubro, formou-se a depressão tropical 02F. Apesar de estar em um ambiente favorável, a fraca tempestade dissipou-se em 18 de outubro. No final de novembro, dois sistemas se formaram sucessivamente: depressões tropicais 03F e 04F. 03F mais tarde fortaleceram-se para o ciclone tropical Tuni. Ambos dissipados em 2 de dezembro.
Mais tarde naquele mês, a bacia tornou-se mais ativa, com depressões tropicais 05F, 06F e 07F formando-se apenas com dias de diferença. 05F mais tarde fortaleceu-se para o ciclone tropical Ula, enquanto 07F causou fatalidades nas Ilhas Salomão. Posteriormente, Ula enfraqueceu-se, mas mais tarde rapidamente se intensificou para um ciclone tropical severo de categoria 4, atingindo seu pico de intensidade. Enquanto isso, o 06F desenvolveu-se ao norte da ilha Wallis, mas foi absorvido por Ula. Victor terminou a primeira série de tempestades, dissipando-se em 24 de Janeiro. Depois disso, a bacia ficou dormente por três semanas.; no entanto, uma série de tempestades começaram a se formar em fevereiro. Winston liderou o mês, formando-se em 7 de fevereiro. Semelhante a Ula, a tempestade atingiu um pico preliminar, enfraqueceu-se, mas mais tarde rapidamente se intensificou para um ciclone tropical severo de categoria 5, fazendo "landfall" perto de Suva, Fiji, com pico de intensidade. Isso fez de Winston o ciclone tropical mais forte registado para atingir Fiji. Winston então se moveu para sudoeste, para fora da bacia, em 26 de fevereiro, dissipando-se em 1 de Março. O ciclone Tatiana moveu-se brevemente para a bacia em 12 de fevereiro, mas dissipou-se no dia seguinte, quando saiu da bacia. Yalo e uma depressão tropical seguiram-se a isto: Yalo dissipou-se em 26 de fevereiro, enquanto 12F dissipou-se em 1 de Março. A bacia ficou dormente novamente à medida que a estação ia diminuindo. Apesar disso, a depressão tropical 13F formou-se em 19 de março e dissipou-se três dias depois. A bacia mais uma vez ficou dormente, com o final de Março próximo, até que outra depressão tropical se formou no início de abril. Uma das três depressões tornou-se o ciclone Zena, que causou mais problemas às quase dizimadas Ilhas Fiji. Amos formou-se no final de abril e se mudou sobre Samoa E Samoa Americana.
Durante a temporada, a maioria das nações insulares da bacia foram impactadas por sistemas que impactam a terra. Em particular, as depressões tropicais 01F, 02F e 07F afetaram as Ilhas Salomão. As ilhas samoanas foram impactadas por Tuni, Ula, Victor E Amos. Ula, Winston e Zena impactaram Fiji. Individualmente, Ula afetou Tuvalu E A Nova Caledónia, enquanto Winston também afetou Tonga, Vanuatu, E depois de deixar a bacia, Niue, e eventualmente Queensland. Yalo afetou a Polinésia Francesa no final de fevereiro.

## Sistemas

### Depressão tropical 01F
A primeira depressão tropical da temporada foi notada pela primeira vez como um distúrbio tropical durante o dia 29 de julho, enquanto estava localizada por volta de 920 km (570 mi) ao norte-nordeste de Honiara nas Ilhas Salomão. O sistema fica ao norte de uma crista subtropical de nível superior de alta pressão em uma área de cisalhamento do vento vertical moderado. Nos dias seguintes, o sistema se organizou lentamente à medida que se dirigia para sudeste em direção a uma área de cisalhamento vertical decrescente. Como resultado da organização melhorada, o sistema foi classificado como uma depressão tropical em 1 de agosto. No final de 4 de agosto, o FMS emitiu o seu último aviso sobre o sistema, pois informou que o sistema não era esperado para se desenvolver.

### Depressão tropical 02F
Durante 12 de outubro, distúrbio tropical 02F desenvolveu ao longo da zona de convergência do Pacífico Sul, enquanto estava localizado a cerca de 450 km (280 mi) a noroeste de Rotuma. O sistema estava localizado em um ambiente favorável para desenvolvimento posterior, com vento de cisalhamento vertical de baixo a moderado, e estava sob uma crista de nível superior de alta pressão. Apesar de tudo isso, o sistema dissipou-se em 18 de outubro.

### Ciclone tropical Tuni
Em 23 de novembro, distúrbio tropical 03F desenvolveu-se dentro de um vale de baixa pressão, cerca de 500 km (310 mi) ao nordeste de Suva, Fiji. O sistema fica em uma área de cisalhamento do vento vertical de baixa a moderada, ao sul de uma crista de nível superior de alta pressão.
Em toda a Samoa Americana, Tuni produziu fortes ventos e fortes chuvas. Ventos sustentados de 56 mph (90 km/h) foram observados em Tututila em um local elevado. Algumas árvores foram arrancadas. Plantações, barracas e garagens sofreram danos com perdas totais de US$ 5 milhão. Não houve danos significativos registados em Niue, já que o sistema atingiu a ilha.

### Ciclone tropical severo Ula
Durante 26 de dezembro, a perturbação tropical 05F desenvolveu-se dentro de um cavado de monção, a cerca de 465 km a sudeste de Honiara, nas Ilhas Salomão. O sistema estava sob uma crista de alto nível de alta pressão em uma área de cisalhamento vertical moderado a alto. Nos dias seguintes, o sistema se moveu para leste e gradualmente se desenvolveu, tornando-se uma depressão tropical durante 29 de dezembro, enquanto estava localizado ao norte das ilhas samoanas.

### Depressão tropical 07F
Três pessoas morreram em acidentes marítimos relacionados à Depressão Tropical 07F , enquanto outras quatro desapareceram.

### Ciclone tropical severo Victor
Em 10 de janeiro, o FMS relatou que o distúrbio tropical 08F havia desenvolvido cerca de 100 km (62 mi) a noroeste de Penrhyn nas Ilhas Cook do Norte. Poucos dias depois, o sistema foi classificado como um invest, até que o JTWC o classificou com uma baixa chance de se transformar em um ciclone tropical em 13 de janeiro. Mais tarde, naquele mesmo dia, o 08F foi atualizado para uma depressão tropical. Em 14 de janeiro, o JTWC emitiu um alerta TCFA, pois o 08F estava localizado em um vento de cisalhamento moderado e temperaturas mornas da superfície do mar, que eram conducentes ao desenvolvimento tropical. Horas depois, o JTWC atualizou o 08F para um ciclone tropical, pois foi designado como 07P e começou a emitir avisos, localizado 368 mi (592 km) a leste de Pago Pago, Samoa Americana. Em 15 de janeiro, o 08F foi atualizado para um ciclone tropical de categoria 1 e, portanto, foi denominado Victor. Em 18 de Janeiro, Victor intensificou-se para um ciclone tropical grave de categoria 3, enquanto o JTWC classificou o sistema para um ciclone de categoria 2.

### Ciclone tropical severo Winston
Distúrbio tropical 09F desenvolveu-se em fevereiro 7, 2016, a noroeste de Port Vila, Vanuatu. Nos dias seguintes, o sistema desenvolveu-se gradualmente à medida que se movia para sudeste, adquirindo ventos fortes em fevereiro 11. No dia seguinte, sofreu uma rápida intensificação e atingiu ventos sustentados máximos de dez minutos de 175 km/h (109 mph). As condições ambientais menos favoráveis levaram ao enfraquecimento depois disso. Depois de virar para nordeste em fevereiro 14, Winston estagnou ao norte de Tonga em fevereiro 17. Recuperando força, a tempestade dobrou de volta para o oeste, alcançando a categoria 5 status na escala de ciclones tropicais australianos e na escala de vento do furacão Saffir-Simpson em fevereiro 19. Atingiu a sua intensidade recorde no dia seguinte com ventos sustentados de dez minutos de 280 km/h (170 mph) e uma pressão de 884 mbar (26.1 inHg), pouco antes de desembarcar em Viti Levu, Fiji. Isso fez com que fosse a tempestade mais forte que já atingiu o país, bem como o mais forte ciclone tropical do hemisfério sul na história.
Em 26 de fevereiro, Winston saiu da bacia do Pacífico Sul e entrou na bacia da região australiana.
Antes da chegada da tempestade em Fiji, vários abrigos foram abertos, e um toque de recolher em todo o país foi instituído durante a noite de 20 de fevereiro. Golpeando Fiji na categoria 5 de intensidade em 20 de fevereiro, Winston infligiu extensos danos em muitas ilhas e matou pelo menos 44 pessoas. As comunicações foram perdidas temporariamente com pelo menos seis ilhas. O dano total do Winston foi de $ FJ 2,98 mil milhões ($ 1,4 mil milhões 2.016 USD ), tornando-se o ciclone mais caro já registado na bacia.

### Ciclone tropical Yalo
Durante 23 de fevereiro, Distúrbio tropical 11F se desenvolveu sob uma crista de nível superior de alta pressão, cerca de 850 km (530 mi) a noroeste do Taiti, Polinésia Francesa. No dia seguinte, o JTWC emitiu um Alerta de Formação de Ciclones Tropicais, visto que estava localizado em condições favoráveis de desenvolvimento adicional. O JTWC posteriormente classificou 11F para uma tempestade tropical, dando ao sistema o identificador de 14P, no início de 25 de fevereiro.

### Ciclone tropical severo Zena
O ciclone tropical severo Zena fez com que todo o elenco evacuasse temporariamente durante Survivor: Millennials vs. Gen X.

### Ciclone tropical severo Amos
O distúrbio tropical 17F foi observado pela primeira vez em 13 de abril, enquanto estava localizado a cerca de 130 km (81 mi) a noroeste da dependência fijiana de Rotuma. O sistema posteriormente moveu-se para sudeste em direção às Ilhas Fijianas, antes de passar perto ou sobre Vanua Levu em 16 de abril. Depois de passar por Fiji, o sistema desenvolveu-se gradualmente à medida que avançava para nordeste em direção às ilhas samoanas.

### Outros sistemas

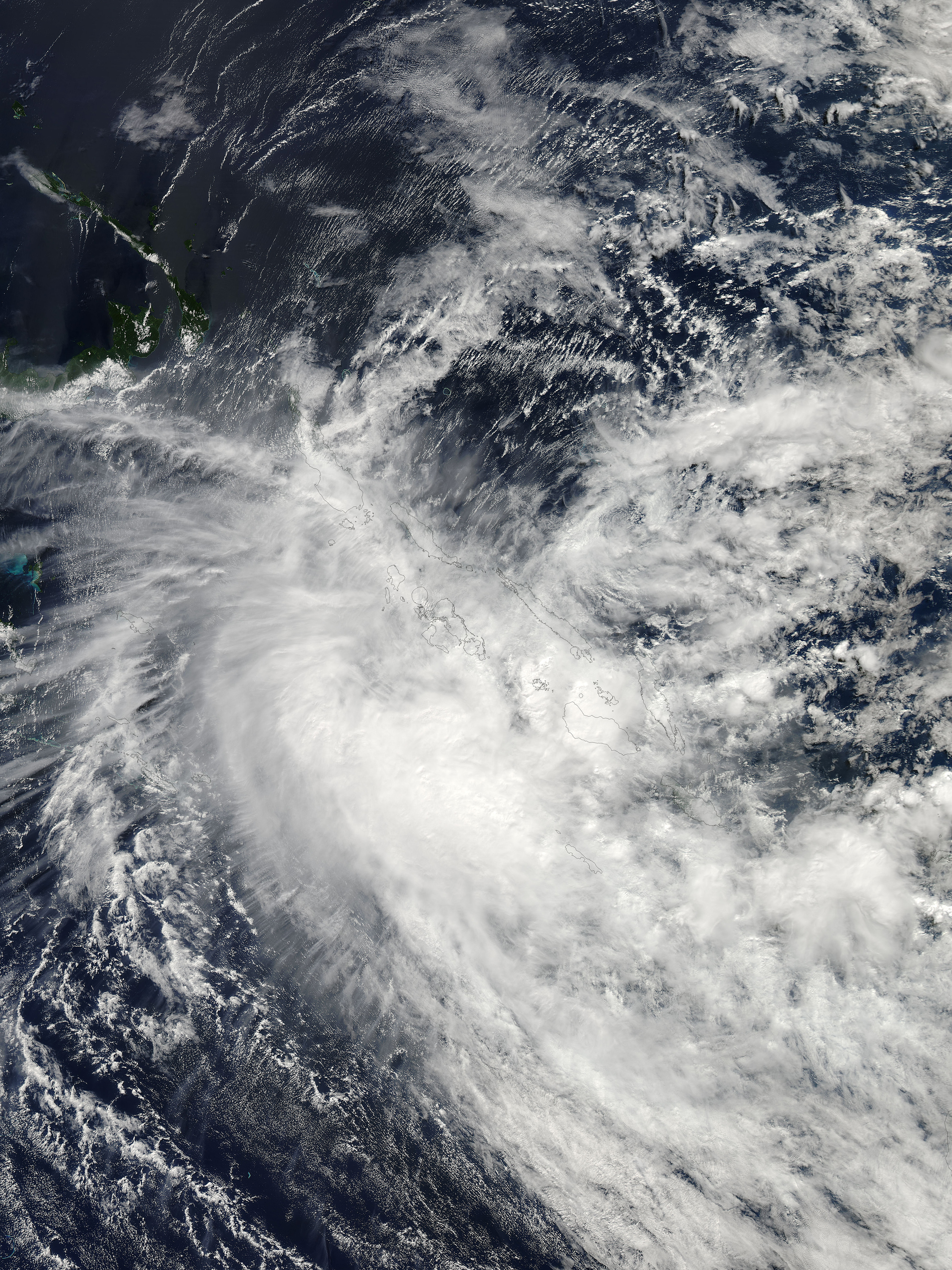
Ciclone Raquel entrando na bacia em 2 de julho de 2015

Como o ano do ciclone tropical de 2015–16 foi inaugurado em 1 de julho, o ciclone tropical Raquel estava localizado na região australiana a noroeste de Honiara. Nos próximos 24 horas, o sistema recurvou para o leste e enfraqueceu em uma depressão tropical, ao entrar na bacia em 2 de julho. O sistema posteriormente moveu-se para o oeste e para fora da bacia durante 4 de julho, quando impactou as Ilhas Salomão, com rajadas de vento fortes e chuvas fortes. Distúrbio tropical 04F foi observado pela primeira vez em 1 de dezembro, enquanto estava localizado a cerca de 640 km (400 mi) ao nordeste de Papeete, na Polinésia Francesa. No dia seguinte, o sistema mal organizado moveu-se para o oeste, sob uma crista de nível superior de alta pressão antes de se dissipar durante 2 de dezembro. Durante o dia 27 de dezembro, o Distúrbio tropical 06F se desenvolveu ao norte da Ilha Wallis, em uma área de cisalhamento do vento vertical moderado a alto.
O ciclone tropical Tatiana mudou-se para a bacia do Pacífico Sul vindo da região australiana durante 12 de fevereiro, quando atingiu o pico como um ciclone tropical de categoria 2 com ventos sustentados de 10 minutos de 95 km/h (59 mph). O sistema posteriormente moveu-se para o sul e enfraqueceu rapidamente durante o dia seguinte, antes de perder suas características tropicais e degenerar em uma baixa subtropical durante o dia 14 de fevereiro. Depois que o sistema degenerou em uma baixa subtropical, ele produziu algumas ondas poderosas e de longo período ao longo das praias do sudeste de Queensland.  Durante 29 de fevereiro, Distúrbio tropical 12F desenvolveu cerca de 330 km (210 mi), a noroeste de Papeete, na ilha do Taiti, na Polinésia Francesa. No entanto, durante aquele dia, conforme o sistema se movia para o sul em uma área de baixo cisalhamento vertical do vento, a convecção atmosférica diminuiu em magnitude antes de ser observada pela última vez em 1º de março. Distúrbio tropical 13F foi observada pela primeira vez em 19 de março, cerca de 500 km (310 mi) a noroeste de Noumea, na Nova Caledônia. Ao longo dos próximos dias, o sistema mudou para leste-sudeste, antes de ser notado pela última vez em 21 de março, para o sudeste da Nova Caledônia.
Em 2 de abril, distúrbio tropical 14F formou-se a partir de uma calha de monção ativa sobre Vanuatu. O sistema moveu-se em um movimento lento para o leste em uma área de ambientes favoráveis, portanto, RSMC Nadi previu que o sistema atingiria a intensidade do ciclone tropical. Durante 5 de abril, o 14F começou a enfraquecer com a falta de organização adicional e, portanto, RSMC Nadi emitiu seu boletim final naquele dia. Ao mesmo tempo, quando o 14F foi formado, RSMC Nadi relatou a formação do distúrbio tropical 15F a leste de Fiji. Mais uma vez, o 15F foi localizado em ambientes favoráveis com convecção profunda e um LLCC em desenvolvimento. Durante o dia 4 de abril, o JTWC emitiu um TCFA sobre o sistema, mas também foi mencionado que a organização começou a enfraquecer. 15F ultrapassou Fiji e diminuiu rapidamente em 6 de abril. Durante o dia 20 de abril, o distúrbio tropical 18F desenvolveu-se dentro de uma área de cisalhamento do vento vertical baixo a moderado, ao sul de uma crista de alto nível de alta pressão ao norte do sul das Ilhas Cook.

## Efeitos sazonais
Esta tabela lista todas as tempestades que se desenvolveram no Pacífico Sul a leste da longitude 160 °E durante a temporada 2015–16. Inclui sua intensidade na escala de intensidade de ciclone tropical australiano, duração, nome, desembarques, mortes e danos. Todos os dados são retirados do RSMC Nadi ou TCWC Wellington, e todos os números de danos são em 2015 USD.
| Nome                | Datas ativo                 | Classificação máxima                | Velocidade de vento sustentados | Pressão               | Áreas afetadas                                           | Danos (USD)        | Fatalidades | Refs   |
| ------------------- | --------------------------- | ----------------------------------- | ------------------------------- | --------------------- | -------------------------------------------------------- | ------------------ | ----------- | ------ |
| Raquel              | 2 de julho – 4              | Ciclone tropical categoria 1        | 65 km/h (45 mph)                | 998 hPa (29.47 inHg)  | Ilhas Salomão                                            | Nenhum             | Nenhum      |        |
| 01F                 | 29 de julho – agosto 4      | Depressão tropical                  | Não definido                    | 1000 hPa (29.53 inHg) | Ilhas Salomão, Vanuatu                                   | Nenhum             | Nenhum      |        |
| 02F                 | 12 de outubro – 18          | Depressão tropical                  | 45 km/h (30 mph)                | 1001 hPa (29.56 inHg) | Vanuatu                                                  | Nenhum             | Nenhum      |        |
| Tuni                | 26 de novembro – 30         | Ciclone tropical categoria 1        | 75 km/h (45 mph)                | 992 hPa (29.29 inHg)  | Tuvalu, Ilhas Samoa, Niue, Tonga                         | $5 000 000         | Nenhum      |        |
| 04F                 | 1 de dezembro – 2           | Distúrbio tropical                  | Não definido                    | 1003 hPa (29.62 inHg) | Polinésia Francesa                                       | Nenhum             | Nenhum      |        |
| Ula                 | 29 de dezembro – janeiro 12 | Ciclone tropical severo categoria 4 | 185 km/h (115 mph)              | 944 hPa (27.88 inHg)  | Tuvalu, Ilhas Samoa, Tonga Fiji, Vanuatu, Nova Caledónia | Menor              | 1           |        |
| 06F                 | 27 de dezembro – 30         | Distúrbio tropical                  | Não definido                    | 997 hPa (29.44 inHg)  | Wallis e Futuna                                          | Nenhum             | Nenhum      |        |
| 07F                 | 28 de dezembro – janeiro 1  | Depressão tropical                  | Não definido                    | 995 hPa (29.38 inHg)  | Ilhas Salomão, Tuvalu, Fiji                              | Nenhum             | 3           | [ 72 ] |
| Victor              | 14 de janeiro – 22          | Ciclone tropical severo categoria 3 | 150 km/h (90 mph)               | 958 hPa (28.29 inHg)  | Ilhas Cook Setentrionais, Niue, Tonga                    | Nenhum             | Nenhum      |        |
| Winston             | 7 de fevereiro – 26         | Ciclone tropical severo categoria 5 | 280 km/h (175 mph)              | 884 hPa (26.10 inHg)  | Vanuatu, Fiji, Tonga, Niue                               | $1 400 000 000     | 44          |        |
| Tatiana             | 12 de fevereiro – 13        | Ciclone tropical categoria 2        | 95 km/h (60 mph)                | 983 hPa (29.03 inHg)  | Nenhum                                                   | Nenhum             | Nenhum      |        |
| Yalo                | 24 de fevereiro – 26        | Ciclone tropical categoria 1        | 75 km/h (45 mph)                | 993 hPa (29.32 inHg)  | Ilhas Cook, Polinésia Francesa                           | Nenhum             | Nenhum      |        |
| 12F                 | 29 de fevereiro – março 1   | Distúrbio tropical                  | Não definido                    | 1000 hPa (29.53 inHg) | Polinésia Francesa                                       | Nenhum             | Nenhum      |        |
| 13F                 | 19 de março – 22            | Distúrbio tropical                  | Não definido                    | 998 hPa (29.47 inHg)  | Nova Caledónia, Vanuatu                                  | Nenhum             | Nenhum      |        |
| 14F                 | 1 de abril – 5              | Distúrbio tropical                  | Não definido                    | 1002 hPa (29.59 inHg) | Vanuatu                                                  | Nenhum             | Nenhum      |        |
| 15F                 | 2 de abril – 6              | Distúrbio tropical                  | Não definido                    | 998 hPa (29.47 inHg)  | Fiji                                                     | Menor              | Nenhum      |        |
| Zena                | 5 de abril – 7              | Ciclone tropical severo categoria 3 | 130 km/h (80 mph)               | 975 hPa (28.79 inHg)  | Ilhas Salomão, Vanuatu Fiji, Tonga                       | Menor              | 2           | [ 73 ] |
| Amos                | 20 de abril – 24            | Ciclone tropical severo categoria 3 | 150 km/h (90 mph)               | 965 hPa (28.50 inHg)  | Fiji, Wallis e Futuna Ilhas Samoa                        | Menor              | Nenhum      |        |
| 18F                 | 20 de abril – 27            | Distúrbio tropical                  | Não definido                    | 1002 hPa (29.59 inHg) | Polinésia Francesa                                       | Nenhum             | Nenhum      |        |
| Totais da temporada |                             |                                     |                                 |                       |                                                          |                    |             |        |
| 18 sistemas         | 29 de julho – 27 de abril   |                                     | 280 km/h (175 mph)              | 884 hPa (26.10 inHg)  |                                                          | $1.405 mil milhões | 50          |        |